# Головково-Марьино
Головково-Марьино — деревня в Талдомском районе Московской области России. Входит в состав сельского поселения Гуслевское. Население — 1 чел. (2010).

## География
Расположена в южной части района, примерно в 23 км к юго-юго-востоку от центра города Талдома, на правом берегу впадающей в Волгу реки Дубны. В 3 км западнее проходит региональная автодорога Р112. Ближайшие населённые пункты — деревни Акишево, Батулино и Старково.

## Население
| 1859 | 1905 | 1926 | 2002 | 2006 | 2010 |
| ---- | ---- | ---- | ---- | ---- | ---- |
| 190  | ↘115 | ↗170 | ↘10  | ↘0   | ↗1   |

## История
В «Списке населённых мест» 1862 года Головково — владельческая деревня 2-го стана Александровского уезда Владимирской губернии по правую сторону реки Дубны, к югу от Нушпольского болота, в 73 верстах от уездного города, с 20 дворами и 190 жителями (96 мужчин, 94 женщины).
По данным 1905 года деревня Головково и сельцо Марьино входили в состав Нушпольской волости Александровского уезда, в деревне было 26 дворов, проживало 115 человек, а в сельце 8 дворов и 67 человек.
Постановлением президиума Моссовета от 31 марта 1923 года вместе с частью селений Нушпольской волости была включена в состав Гарской волости Ленинского уезда Московской губернии.
По материалам Всесоюзной переписи населения 1926 года Головково и Марьино — деревни Стариковского сельского совета Гарской волости Ленинского уезда, в первой проживало 132 жителя (59 мужчин, 73 женщины), насчитывалось 26 хозяйств, среди которых 20 крестьянских; в другой проживало 38 жителей (17 мужчин, 21 женщина), насчитывалось 10 хозяйств.
С 1929 года — населённые пункты в составе Ленинского района Кимрского округа Московской области.
Постановлением ЦИК и СНК от 23 июля 1930 года округа́ как административно-территориальные единицы были ликвидированы. Постановлением Президиума ВЦИК от 27 декабря 1930 года городу Ленинску было возвращено историческое наименование Талдом, а район был переименован в Талдомский.
На картах Генштаба конца 1980-х гг. деревни уже обозначены как единый населённый пункт Головково-Марьино Павловического сельсовета.
С 1994 по 2006 год — деревня Павловического сельского округа Талдомского района.
С 2006 года — деревня сельского поселения Гуслевское.